# Dmitri Alexandrowitsch Megalinski
Dmitri Alexandrowitsch Megalinski (russisch Дмитрий Александрович Мегалинский; * 15. April 1985 in Perm, Russische SFSR) ist ein russischer Eishockeyspieler, der seit Juli 2018 bei HK Arlan Kökschetau unter Vertrag steht.

## Karriere
Dmitri Megalinski begann seine Karriere als Eishockeyspieler in seiner Heimatstadt in der Nachwuchsabteilung von Molot-Prikamje Perm. Von dort wechselte er 2002 zu Lokomotive Jaroslawl, für dessen zweite Mannschaft er in den folgenden vier Jahren in der drittklassigen Perwaja Liga aktiv war. Nachdem er zunächst nur sporadisch für Jaroslawls Profimannschaft in der Superliga zum Einsatz gekommen war, setzte sich der Verteidiger in der Saison 2005/06 bei Lokomotive durch und gab in insgesamt 28 Spielen eine Torvorlage. 
Die Saison 2006/07 verbrachte Megalinski bei Chimik Woskressensk in der Wysschaja Liga, der zweiten russischen Spielklasse. Anschließend erhielt er einen Vertrag bei Witjas Tschechow. Für Witjas stand er zunächst in der Saison 2007/08 in der Superliga und ab der Saison 2008/09 in der neu gegründeten Kontinentalen Hockey-Liga auf dem Eis. Im Juni 2011 wurde Megalinski von Metallurg Nowokusnezk verpflichtet, bei denen er einen Kontrakt für zwei Saisons erhielt.
Ab Mai 2013 stand Megalinski beim HK Spartak Moskau unter Vertrag, ehe er im November des gleichen Jahres im Tausch gegen Filipp Tolusakow an Awtomobilist Jekaterinburg abgegeben wurde.

### International
Für Russland nahm Megalinski an der U20-Junioren-Weltmeisterschaft 2005 teil, bei der er mit seiner Mannschaft Vizeweltmeister wurde. 

## Erfolge und Auszeichnungen
- 2005 Silbermedaille bei der U20-Junioren-Weltmeisterschaft

## Statistik
(Stand: Ende der Saison 2010/11)